# Endemoceratoidea
De Endemoceratoidea zijn een superfamilie van uitgestorven echte ammonieten (onderorde Ammonitina).

## Taxonomie
Families die zijn opgenomen in de Endemoceratoidea zijn:
- Endemoceratidae
- Neocomitidae
- Pulchelliidae